# Inverso Pinasca
Inverso Pinasca é uma comuna italiana da região do Piemonte, província de Turim, com cerca de 659 habitantes. Estende-se por uma área de 7 km², tendo uma densidade populacional de 94 hab/km². Faz fronteira com Perosa Argentina, Pinasca, Pomaretto, Villar Perosa, Pramollo, San Germano Chisone.

## Demografia
| Variação demográfica do município entre 1861 e 2011                               |
|                                                                                   |
| Fonte: Istituto Nazionale di Statistica (ISTAT) - Elaboração gráfica da Wikipedia |